# FIFA Futsal World Cup
Il campionato mondiale di calcio a 5 FIFA (en. FIFA Futsal World Cup) è il massimo torneo calcistico per squadre nazionali maschili di calcio a 5. È organizzato dalla FIFA ogni 4 anni a partire dalla seconda edizione del 1992. Fino al 2004 il torneo era denominato FIFA Futsal World Championship.
La nazionale che vanta il maggior numero di successi è il Brasile, con 6 affermazioni, seguito dalla Spagna con 2 e dall'Argentina e dal Portogallo con una.

## Storia
Dopo che la FIFA prese in mano la gestione del calcio a 5 mondiale, si sentì l'obbligo di continuare l'organizzazione dei campionati mondiali già in vigore dal 1982 per opera della Federación Internacional de Fútbol de Salón (FIFUSA). La disputa sorta tra le due federazioni portò la FIFUSA a continuare la propria attività mentre la FIFA organizzò, tra il 1986 e il 1987, tre tornei pilota al fine di testare il proprio concetto di calcio a 5.
La prima edizione del 1989 nei Paesi Bassi coincise con i festeggiamenti per il centenario della Federazione calcistica olandese, e il deciso progresso del calcio a 5 europeo venne mostrato dalla semifinale tutta europea tra i padroni di casa ed i vicini del Belgio. Nonostante questa crescita fu comunque un ottimo ed inarrestabile Brasile a vincere il trofeo sconfiggendo proprio gli olandesi per 2-1.
Nella seconda edizione del 1992 ad Hong Kong, rimane immutata la formula ma anche il vincitore che è nuovamente il Brasile compatto, aggressivo e dal grande talento dei suoi componenti, capace di subire in tutto il torneo solo sette reti in sette gare, a fronte di quarantaquattro segnature. Si tratta comunque di un mondiale che vede una netta regressione delle formazioni del vecchio continente a favore dell'America che manda in finale i Verdeoro e i sorprendenti Stati Uniti. Solo la Spagna arriva in semifinale, giungendo poi terza finale battendo l'Iran.
Il terzo campionato mondiale, disputatosi in Spagna nel 1996, viene ricordato soprattutto per la straordinaria partecipazione di pubblico che nelle quaranta partite disputate porta nei palazzetti dello sport di Segovia, Murcia, Castellon e Barcellona quasi 67.000 spettatori in totale. L'entusiasmo del pubblico, che segna la crescita del movimento a livello europeo, è una diretta conseguenza dell'ottimo risultato dei padroni di casa (finalisti) e delle altre squadre europee come Russia e Ucraina, ma la vittoria finale arride di nuovo ad un Brasile ancora più prolifico della precedente edizione.
In Guatemala, che ospita la quarta edizione del mondiale nel 2000, si assiste a un vero e proprio terremoto per le gerarchie della disciplina: il Brasile viene spodestato dal trono mondiale per merito di una Spagna non sempre bella da vedere, ma ermetica e pragmatica come la vuole il suo tecnico Javier Lozano che dopo quattro anni si vendica della sconfitta patita nella finale di Barcellona. Nella stessa edizione, che registra un nuovo record di pubblico (94.179 spettatori per le 40 partite disputate a Città del Guatemala), l'Egitto è la prima formazione africana a qualificarsi al secondo turno di un campionato mondiale.
Il mondiale del 2004 a Taipei è un altro durissimo colpo per i verdeoro: per la prima volta nella loro storia non si qualificano alla finale. Al National Taiwan University New Gymnasium sono Spagna e Italia a contendersi il quinto trofeo FIFA, con gli iberici capaci di imporsi per 2-1 e centrare il bis.
Le edizioni 2008 e 2012 vedono il doppio successo del Brasile, che in entrambe le occasioni supera in finale la Spagna. Nel 2016 è invece la volta dell'Argentina, che centra il suo primo titolo mondiale battendo la Russia.
Il Campionato del Mondo 2021 è stato rinviato di un anno (dapprima fissato per il 2020) a causa della Pandemia di COVID-19. In Lituania trionfa il Portogallo di Ricardinho, dopo una finale entusiasmante, in cui a uscirne sconfitta è l'Argentina.
Nell'edizione del 2024 viene adottato per la prima volta il sistema VAR, il "video challenge" che viene in soccorso agli arbitri per stabilire o cambiare determinate decisioni nel corso del gioco. A differenza del calcio a 11, l'utilizzo del VAR deve essere richiesto direttamente dalle squadre, e gli arbitri, dopo il confronto con il video, devono annunciare al pubblico la decisione finale attraverso il loro auricolare, la cui voce viene trasmessa in tutto il palazzetto. Avvenimento importante in questa edizione è l'esclusione da parte della FIFA della Russia, ex-finalista della competizione nel 2016, a causa dell'invasione dell'Ucraina nel 2022.

## Trofeo

Il trofeo assegnato tra il 2000 e il 2008

Dal 2000 al 2008 il trofeo era costituito da un pallone argentato al centro di una porta con facciate argentate e i bordi laterali di marmo bianco.
Nel 2012 il trofeo è stato sostituito da una coppa, disegnata dal britannico Thomas Factoring, con cinque aste d'oro e cinque d'argento, che rappresentano i cinque giocatori delle due squadre, e all'apice un pallone con disegnati i vari continenti. Ha un'altezza di 48 cm, 20 di larghezza e un peso di 4,6 kg, ed è composto da argento, acciaio inox, rame, piombo e zinco. La coppa è stata presentata durante il sorteggio dei gironi del mondiale in Thailandia.
Dal dicembre del 2012, alla nazionale vincitrice del torneo è concessa la possibilità di esibire sulla propria maglia il FIFA Champions Badge, recante una versione stilizzata della Coppa del Mondo che sovrasta la dicitura FIFA WORLD CUP e l'anno in cui la nazionale ha vinto la competizione.

## Edizioni
| Anno | Ospitante     | Finale     | Finale                  | Finale        | Finale 3º posto | Finale 3º posto         | Finale 3º posto |
| Anno | Ospitante     | Vincitore  | Risultato               | Secondo posto | Terzo posto     | Risultato               | Quarto posto    |
| ---- | ------------- | ---------- | ----------------------- | ------------- | --------------- | ----------------------- | --------------- |
| 1989 | Paesi Bassi   | Brasile    | 2 – 1                   | Paesi Bassi   | Stati Uniti     | 3 – 2 (dts)             | Belgio          |
| 1992 | Hong Kong     | Brasile    | 4 – 1                   | Stati Uniti   | Spagna          | 9 – 6                   | Iran            |
| 1996 | Spagna        | Brasile    | 6 – 4                   | Spagna        | Russia          | 3 – 2                   | Ucraina         |
| 2000 | Guatemala     | Spagna     | 4 – 3                   | Brasile       | Portogallo      | 4 – 2                   | Russia          |
| 2004 | Taipei cinese | Spagna     | 2 – 1                   | Italia        | Brasile         | 7 – 4                   | Argentina       |
| 2008 | Brasile       | Brasile    | 2 – 2 (dts) 4 – 3 (dtr) | Spagna        | Italia          | 2 – 1                   | Russia          |
| 2012 | Thailandia    | Brasile    | 3 – 2 (dts)             | Spagna        | Italia          | 3 – 0                   | Colombia        |
| 2016 | Colombia      | Argentina  | 5 – 4                   | Russia        | Iran            | 2 – 2 (dts) 4 – 3 (dtr) | Portogallo      |
| 2021 | Lituania      | Portogallo | 2 – 1                   | Argentina     | Brasile         | 4 – 2                   | Kazakistan      |
| 2024 | Uzbekistan    | Brasile    | 2 – 1                   | Argentina     | Ucraina         | 7 – 1                   | Francia         |

## Medagliere
| Posiz. | Nazione     | Oro | Argento | Bronzo | Totale |
| ------ | ----------- | --- | ------- | ------ | ------ |
| 1      | Brasile     | 6   | 1       | 2      | 9      |
| 2      | Spagna      | 2   | 3       | 1      | 6      |
| 3      | Argentina   | 1   | 2       | 0      | 3      |
| 4      | Portogallo  | 1   | 0       | 1      | 2      |
| 5      | Italia      | 0   | 1       | 2      | 3      |
| 6      | Stati Uniti | 0   | 1       | 1      | 2      |
| 6      | Russia      | 0   | 1       | 1      | 2      |
| 8      | Paesi Bassi | 0   | 1       | 0      | 1      |
| 9      | Iran        | 0   | 0       | 1      | 1      |
| 9      | Ucraina     | 0   | 0       | 1      | 1      |

## Statistiche

### Primatisti per presenze
Aggiornata all'edizione 2024
| Posizione | Giocatore        | Nazionale            | Partite | Edizioni                     |
| --------- | ---------------- | -------------------- | ------- | ---------------------------- |
| 1         | Falcão           | Brasile (bandiera)   | 34      | 2000, 2004, 2008, 2012, 2016 |
| 2         | Manoel Tobias    | Brasile (bandiera)   | 31      | 1992, 1996, 2000, 2004       |
| 3         | Javier Rodríguez | Spagna (bandiera)    | 29      | 1996, 2000, 2004, 2008       |
| 4         | Cristian Borruto | Argentina (bandiera) | 28      | 2008, 2012, 2016, 2021, 2024 |
| 5         | Fininho          | Brasile (bandiera)   | 27      | 1992, 1996, 2000, 2004       |
| 5         | Ali Hassanzadeh  | Iran (bandiera)      | 27      | 2008, 2012, 2016, 2021, 2024 |
| 5         | Kike Boned       | Spagna (bandiera)    | 27      | 2000, 2004, 2008, 2012       |
| 8         | Hernán Garcias   | Argentina (bandiera) | 26      | 2000, 2004, 2008, 2012       |
| 9         | Fernando Wilhelm | Argentina (bandiera) | 25      | 2000, 2004, 2008, 2016       |
| 10        | Leandro Planas   | Argentina (bandiera) | 24      | 1996, 2000, 2004, 2008       |
| 10        | Schumacher       | Brasile (bandiera)   | 24      | 2000, 2004, 2008             |
| 10        | Carlos Ortiz     | Spagna (bandiera)    | 24      | 2008, 2012, 2016, 2021       |

### Primatisti per reti
Aggiornata all'edizione 2021
| Posizione | Giocatore           | Nazionale  | Gol | Partite | Edizioni                     | Reti per partita |
| --------- | ------------------- | ---------- | --- | ------- | ---------------------------- | ---------------- |
| 1         | Falcão              | Brasile    | 48  | 34      | 2000, 2004, 2008, 2012, 2016 | 1,41             |
| 2         | Manoel Tobías       | Brasile    | 43  | 31      | 1992, 1996, 2000, 2004       | 1,39             |
| 3         | Konstantin Erëmenko | Russia     | 28  | 18      | 1992, 1996, 2000             | 1,56             |
| 4         | Schumacher          | Brasile    | 25  | 24      | 2000, 2004, 2008             | 1,04             |
| 5         | Ricardinho          | Portogallo | 22  | 23      | 2008, 2012, 2016, 2021       | 0,96             |
| 6         | Fininho             | Brasile    | 20  | 27      | 1992, 1996, 2000, 2004       | 0,74             |
| 7         | Éder Lima           | Russia     | 19  | 13      | 2012, 2016, 2021             | 1,46             |
| 8         | Pula                | Russia     | 18  | 14      | 2008, 2012                   | 1,29             |
| 8         | Javier Rodríguez    | Spagna     | 18  | 29      | 1996, 2000, 2004, 2008       | 0,62             |
| 10        | Lenísio             | Brasile    | 17  | 17      | 2000, 2008                   | 1                |

### Capocannonieri delle singole edizioni
| Edizione | Capocannoniere  | Gol |
| -------- | --------------- | --- |
| 1989     | László Zsadányi | 7   |
| 1992     | Saeid Rajabi    | 16  |
| 1996     | Manoel Tobías   | 14  |
| 2000     | Manoel Tobías   | 19  |
| 2004     | Falcão          | 13  |
| 2008     | Pula            | 16  |
| 2012     | Éder Lima       | 9   |
| 2016     | Ricardinho      | 12  |
| 2021     | Ferrão          | 9   |
| 2024     | Marcel Marques  | 10  |

## Premi

### Pallone d'oro
Il Pallone d'oro dei Mondiali (Pallone d'oro Adidas per ragioni di sponsorizzazione, in inglese adidas Golden Ball) viene assegnato al miglior giocatore di ogni edizione della Coppa del Mondo. Il comitato tecnico della FIFA stila una corta lista di candidati da cui dei rappresentanti dei media votano il vincitore. Il secondo e terzo classificato in base al numero di voti ricevono rispettivamente il Pallone d'argento e il Pallone di bronzo.
| Edizione | Pallone d'oro    | Pallone d'argento | Pallone di bronzo |
| -------- | ---------------- | ----------------- | ----------------- |
| 2008     | Falcão           | Schumacher        | Tiago             |
| 2012     | Neto             | Kike Boned        | Ricardinho        |
| 2016     | Fernando Wilhelm | Éder Lima         | Ahmad Esmaeilpour |
| 2021     | Ricardinho       | Pany Varela       | Douglas Júnior    |

### Scarpa d'oro
La Scarpa d'oro (Scarpa d'oro Adidas per ragioni di sponsorizzazione, in inglese adidas Golden Boot) viene assegnata al miglior marcatore di ogni fase finale dei Mondiali. Un gruppo tecnico di studio della FIFA ha deciso che in caso di parità venga preso in considerazione il numero di assist per determinare il vincitore. In caso di ulteriore pareggio si controlla il giocatore con il minor numero di minuti giocati e quindi con la migliore media realizzativa.
| Edizione | Scarpa d'oro | Gol | Scarpa d'argento | Gol | Scarpa di bronzo | Gol |
| -------- | ------------ | --- | ---------------- | --- | ---------------- | --- |
| 2008     | Pula         | 16  | Falcão           | 15  | Lenísio          | 11  |
| 2012     | Éder Lima    | 9   | Rodolfo Fortino  | 8   | Fernandinho      | 7   |
| 2016     | Ricardinho   | 12  | Éder Lima        | 10  | Falcão           | 10  |
| 2021     | Ferrão       | 9   | Pany Varela      | 8   | Taynan           | 6   |

### Guanto d'oro
Il Guanto d'oro (in inglese Golden Glove) è attribuito al miglior portiere di ogni fase finale dei mondiali.
| Edizione | Guanto d'oro       |
| -------- | ------------------ |
| 2008     | Tiago              |
| 2012     | Stefano Mammarella |
| 2016     | Nicolás Sarmiento  |
| 2021     | Nicolás Sarmiento  |

### Trofeo FIFA Fair Play
Il Trofeo FIFA Fair Play (in inglese FIFA Fair Play) è basato sulla valutazione della condotta delle squadre dentro e fuori dal terreno di gioco da parte del Gruppo di Studio Tecnico FIFA.
| Edizione | Trofeo FIFA Fair Play |
| -------- | --------------------- |
| 2008     | Spagna                |
| 2012     | Argentina             |
| 2016     | Vietnam               |
| 2021     | Kazakistan            |